# Troglauer
Die Troglauer (vormals „Troglauer Buam“) sind eine deutsche Volks-Pop-Band, die sich 2004 in Troglau bei Kastl im Landkreis Tirschenreuth, in der Oberpfalz (Bayern) als reine Coverband gründete. Später kamen auch Eigenkompositionen der Gruppe hinzu. Sie entwickelten sich zu einer erfolgreicher Show- und Liveband der neuen Volksmusik. Die Troglauer mischen Popmusik mit Rockmusik und traditionellen Instrumenten der volkstümlichen Musik. Die Band selbst nennt diese Kombination „Heavy Volxmusic“.
Der Bandname bezieht sich auf den Gründungsort Troglau, wo sich auch die „Muhbarack“ – ein umgebauter Kuhstall, welcher als Probenraum der Band fungiert – befindet.

## Bandgeschichte
Bereits seit 1995 musizierten Markus „Mike“ Raps, Daniel „Danny“ Raps und Dominik „Nicki“ Brand zusammen in der Coverband „Promise“. Sie teilten sich den Probenraum mit einer anderen Coverband „Voices“, in der Thomas „Domml“ Wöhrl sang und Thomas „Willi“ Seitz Schlagzeug spielte.
Zunächst waren die Troglauer als Spaß-Projekt für einen einmaligen Auftritt am 4. Juli 2004 gedacht. Mit der Zeit mehrten sich die Auftrittsanfragen der Troglauer, sodass alle Musiker ihre ursprünglichen Bands aufgaben und nur noch bei den Troglauern spielten.
Das Auftrittsgebiet der Troglauer weitete sich bis 2024 von der Oberpfalz auf ganz Deutschland, Österreich, die Schweiz, Italien, Ungarn und Brasilien aus.

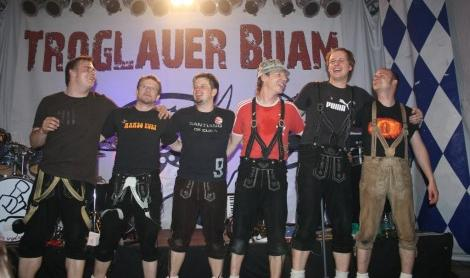
Troglauer Buam am 15. September 2007 in Kastl

2008 unterschrieben sie bei dem Major-Label Ariola (Sony BMG) einen Plattenvertrag. In den Folgemonaten wurde das Erstlingswerk Heavy Volxmusic in Hamburg von Rudolf Müssig und Christoph Leis-Bendorff produziert, die auch für die größten Hits der Zillertaler Schürzenjäger verantwortlich waren. Am 4. Juli 2008, genau vier Jahre nach der ersten Show, erschien das 14 Stücke umfassende Album und stieg auf Platz 47 in die deutschen Albumcharts ein.
In der Abendschau des Bayerischen Fernsehens am 12. August 2008 konnte man die Troglauer zum ersten Mal im nationalen Fernsehen sehen. Außerdem trat das Sextett am 24. August 2008 beim TSV 1860 München in der Münchner Allianz Arena und einigen weiteren Fernsehsendungen auf.
Die zweite CD Heavy Volxmusic – Die 2te (2009) erreichte Platz 59 der deutschen Charts. Zu Beginn des Jahres 2010 kam es in einer Kooperation mit dem Stimmungssänger Tim Toupet zu einer Neuauflage des Bobfahrerlieds (im Original von Willy Michl), welche als Team-Mix auf dessen CD-Single erschien. Die Troglauer Version des Haberfeldtreiber (2010), welche im bayerischen Raum bereits früher durch Hanse Schoierer bekannt gemacht wurde, erreichte in den Schlagern der Woche (bayerische Singleverkaufshitparade) auf Bayern 3 den 18. Platz.
Die Neuaufnahme ihrer Single Haberfeldtreiber vom wurde in 2010 und 2011 zum Wiesn-Hit.
2011 traten die Troglauer im musikalischen Rahmenprogramm der Alpinen Skiweltmeisterschaften in Garmisch-Partenkirchen auf und führten erstmals eine Coverversion des Songs Mamma Maria von Ricchi e Poveri für Maria Höfl-Riesch live auf. Das Lied heißt Ma Ma Maria Riesch und lief fortan bei jedem Zieleinlauf von Höfl-Riesch während der WM.
Der Song Bauer sucht Frau aus dem Debütalbum Heavy Volxmusic von 2008 wurde Trailersong zur siebten Staffel der Doku-Soap Bauer sucht Frau des deutschen Fernsehsenders RTL.
Das dritte Studioalbum Geboren in Troglau (2012) erreichte Platz 42 in den Charts.
Zu den Alpinen Skiweltmeisterschaften 2013 in Schladming schrieben die Troglauer erneut einen WM-Song für Maria Höfl-Riesch: Maria – The Elegance Of Speed. Dieses Lied wurde von Maria Höfl-Riesch zu ihrer Hymne gekürt.
Zu den Olympischen Winterspielen 2014 in Sotschi nahmen die Troglauer (jetzt bei Telamo unter Vertrag) erneut Willy Michls Bobfahrerlied auf und drehten dazu mit dem deutschen Bob-Olympiateam ein Musikvideo.
Das Jubiläumsalbum Wer hätt’ des denkt!? zum 10-Jährigen stieg 2014 in den deutschen Album-Charts auf Platz 21 ein.
Im Jahr 2015 erfolgten der erste Auftritt im Kronebau in München, ein Auftritt beim AlpenFlair, dem mit jährlich 20.000 bis 30.000 Besuchern größte Festival Südtirols; sowie bei der ersten Stadlshow.
Die Troglauer veröffentlichten 2016 mit Ey-Oh! ihr fünftes Album. Im darauf folgenden Jahr lud man die Troglauer nach Blumenau in Brasilien zum Oktoberfest ein, wo sie drei Konzerte gaben.
2019 nahmen sie an der ProSieben-Show My Hit – Your Song teil, gefolgt von gemeinsamen Auftritten mit PUR auf deren Tournee im Sommer 2019.
Das sechste Album Friede Freude Volxmusic, veröffentlicht zum 15-jährigen Bandjubiläum 2019, hatte mit Platz 19 den bisher höchsten Charteinstieg der Bandgeschichte.
Seit dem Ausstieg von Roland „Roy“ Pfleger im März 2020 sind die Troglauer zu fünft auf der Bühne. Im März 2020 veröffentlichte die Band die Single Wir zieh´n den Huat vor euch.
Am 26. Mai 2023 erschien ihr siebtes Studioalbum namens TROGLAUER, welches auf Platz 34 der deutschen Albumcharts einstieg.
Als Vorbote zu ihrem 20. Geburtstag im Jahr 2024 veröffentlichten die Troglauer am 1. Dezember 2023 ein Best Of–Album.
Ihre Single Bauer sucht Frau (ATV reloaded) – eine Neuauflage des Troglauer Songs Bauer sucht Frau – wurde 2024 zum Trailersong und Titelmelodie zur 21. Staffel der Doku-Soap Bauer sucht Frau des österreichischen Fernsehsenders ATV.
Am 13. Juli 2024 fand das 5. Troglauer Open Air in ihrer Heimatstadt Kemnath vor 5000 Fans statt.
2024 gastierten die Troglauer bereits zum zweiten Mal nach 2017 auf dem Oktoberfest Blumenau in Brasilien.

## Diskografie

### Alben
- 2008: Heavy Volxmusic
- 2009: Heavy Volxmusic – Die 2te
- 2012: Geboren in Troglau
- 2014: Wer hätt’ des denkt!?
- 2016: Ey-Oh!
- 2019: Friede Freude Volxmusic
- 2023: Troglauer
- 2023: Troglauer – BEST OF

### Singles
- 2010: Haberfeldtreiber
- 2013: MARIA – The Elegance of Speed
- 2014: Bobfahrerlied
- 2015: Alles klar an der Bar
- 2017: Rasenmäher (Reggae Mix)
- 2018: Macht es nochmal
- 2019: Dahoam is des was zählt
- 2019: Tag am Meer
- 2020: Wir zieh’n den Huat vor euch
- 2020: Heavy Madl
- 2021: Betty
- 2022: Makita
- 2022: Walkampf
- 2022: Fendt (Layla), mit den Draufgängern
- 2022: Der erste Schnee
- 2023: Rosa Haus
- 2023: So schön wie heut
- 2023: So schön wie heut (Moikinger Remix)
- 2023: Lauf
- 2023: Haberfeldtreiber (Habe & Dere Remix)
- 2023: Schubkarrn Chief
- 2023: Haberfeldtreiber (Habe & Dere Extended Remix)
- 2023: Haberfeldtreiber (Weihnachts-Mix)
- 2024: Die ganze Hütte hüpft
- 2024: Bauer sucht Frau (ATV reloaded)
- 2024: Troglauer Hit Mix
- 2024: Tira o pé do chão
- 2024: Bierkastenfreund

## Auszeichnungen
- 2008 „Botschafter der Oberpfalz“.[25]
- 2024: smago! Award 4.0 Österreich / Südtirol als "DIE Volks-Pop-Party Band"[26]